# East Hoathly with Halland
East Hoathly with Halland – gmina (civil parish) w Anglii, w hrabstwie East Sussex, w dystrykcie Wealden. Leży 69 km na południe od Londynu. W 2007 miejscowość liczyła 1343 mieszkańców.